# Quadrante galattico

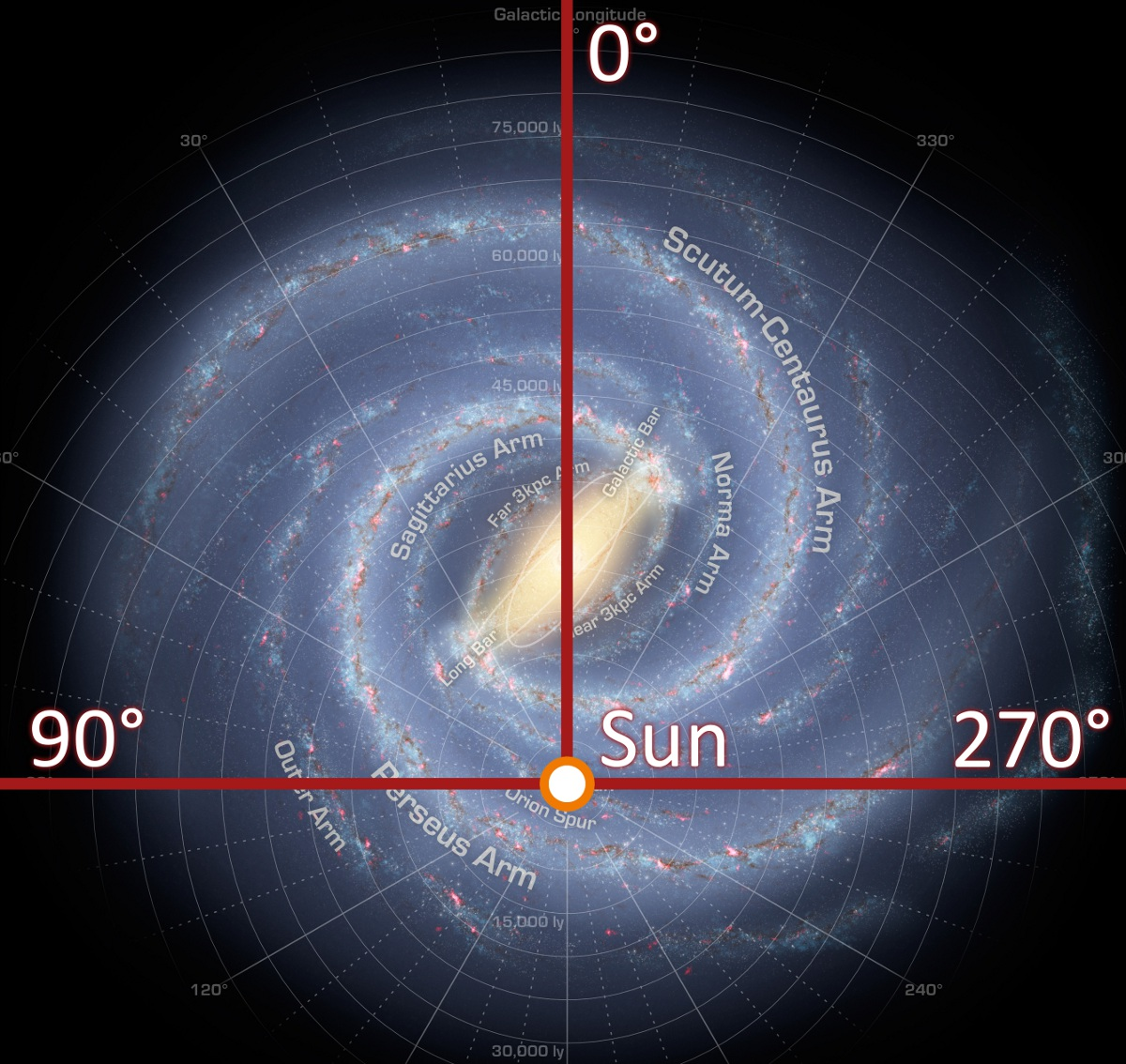
Linee longitudinali del Sistema di coordinate galattiche.

Un quadrante galattico, o quadrante della galassia, è uno dei quattro settori circolari nella divisione della galassia Via Lattea.

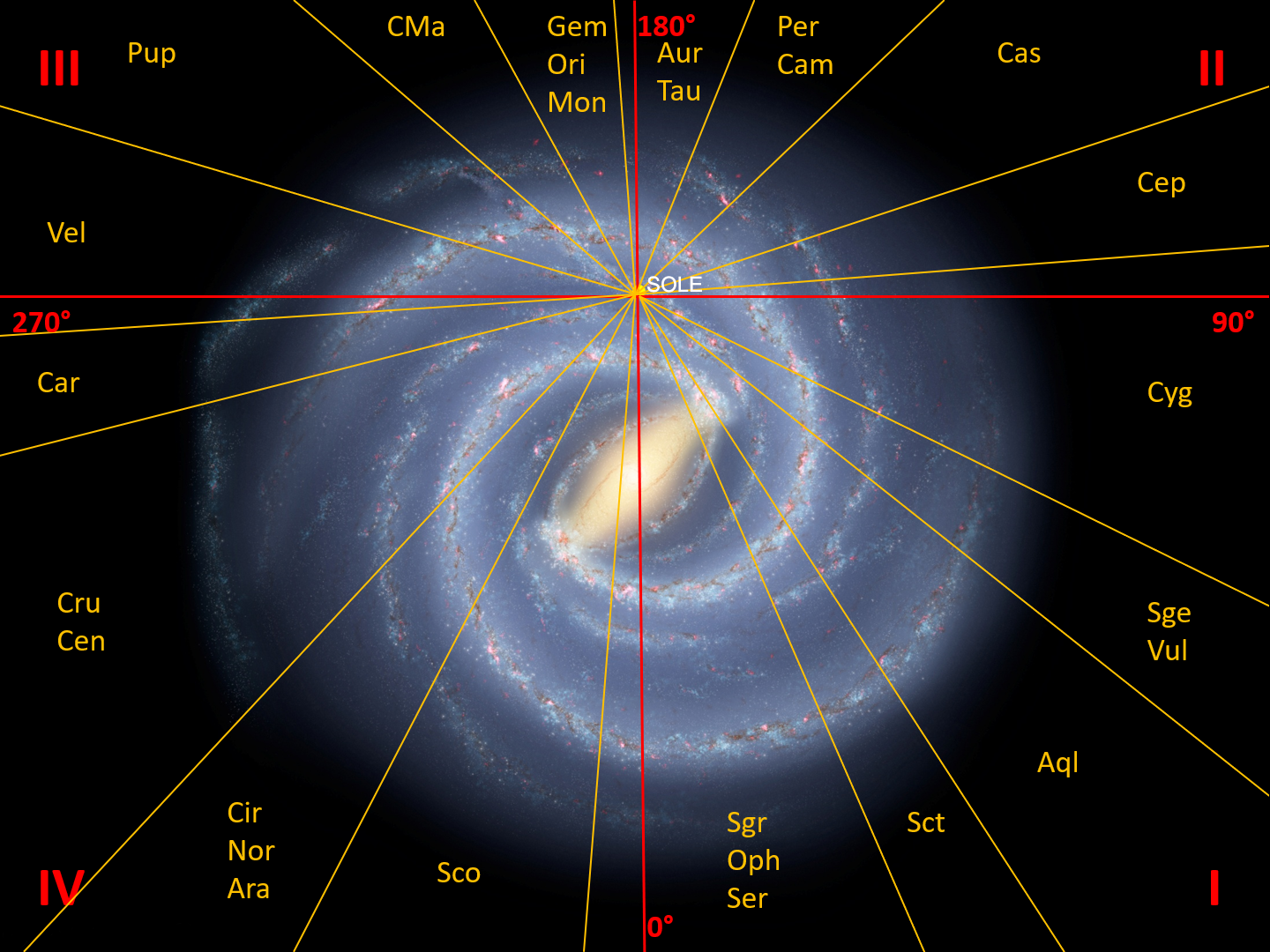
Quadranti (in numeri romani) e settori delle costellazioni.

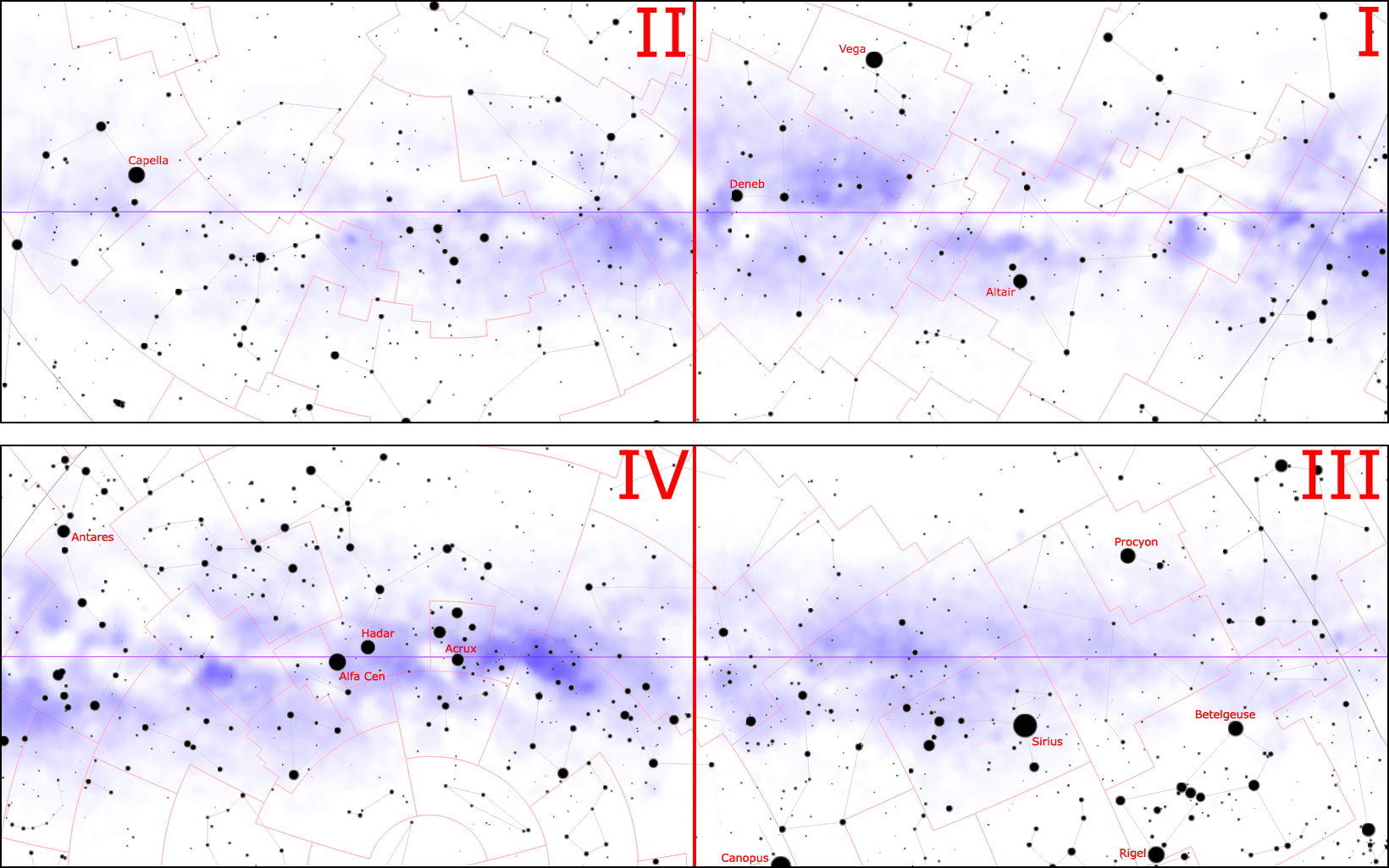
Quadranti con le stelle più importanti.

## Quadranti nel Sistema di coordinate galattiche
Nella pratica astronomica effettiva, la delineazione dei quadranti galattici si basa sul sistema di coordinate galattiche, che colloca il Sole come il polo del sistema di mappatura. Il Sole viene utilizzato al posto del centro galattico per ragioni pratiche, poiché tutte le osservazioni astronomiche da parte degli esseri umani fino ad oggi si sono basate dalla Terra o all’interno del Sistema Solare.

### Descrizione
I quadranti sono descritti utilizzando i numeri ordinali. Osservando dal polo galattico nord con 0 gradi (°) come raggio che parte dal Sole e attraversa il centro galattico, i quadranti sono i seguenti (dove l sta per longitudine galattica):
- I quadrante galattico: 0° ≤ l ≤ 90°
- II quadrante galattico: 90° ≤ l ≤ 180°
- III quadrante galattico: 180° ≤ l ≤ 270°
- IV quadrante galattico: 270° ≤ l ≤ 360°

## Costellazioni raggruppate per quadranti galattici

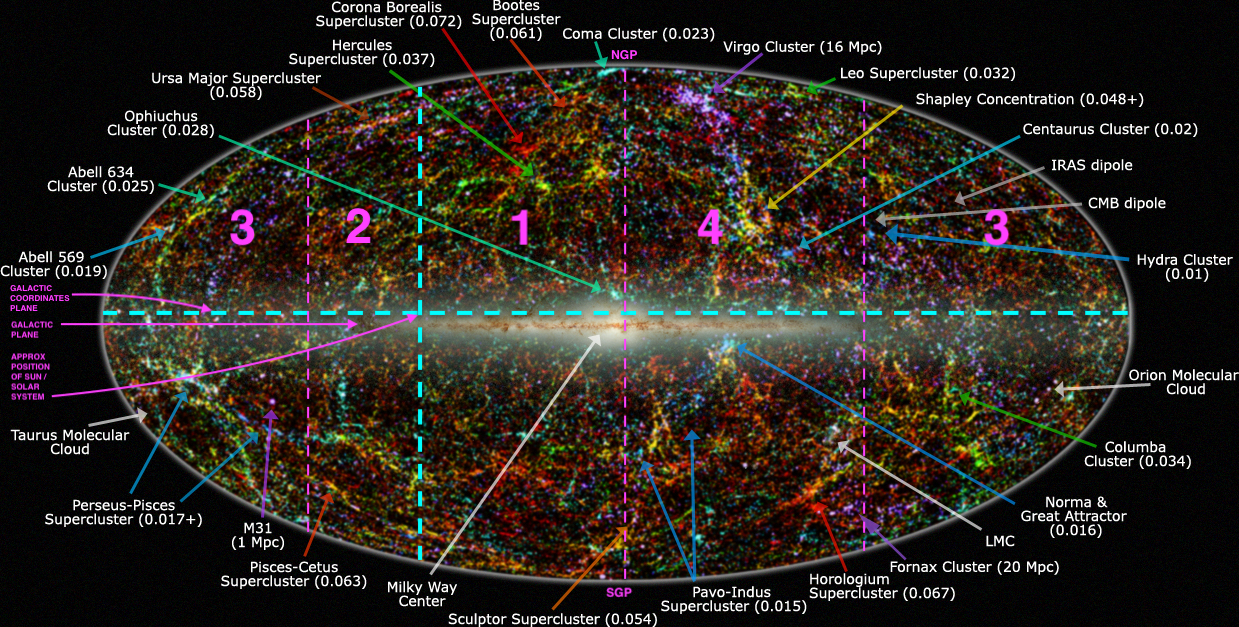
Quadranti galattici (NGQ/SGQ, 1–4) indicati rispetto ai poli galattici (NGP/SGP), al piano galattico (contenente il centro galattico) e al piano delle coordinate galattiche (contenente il Sole)

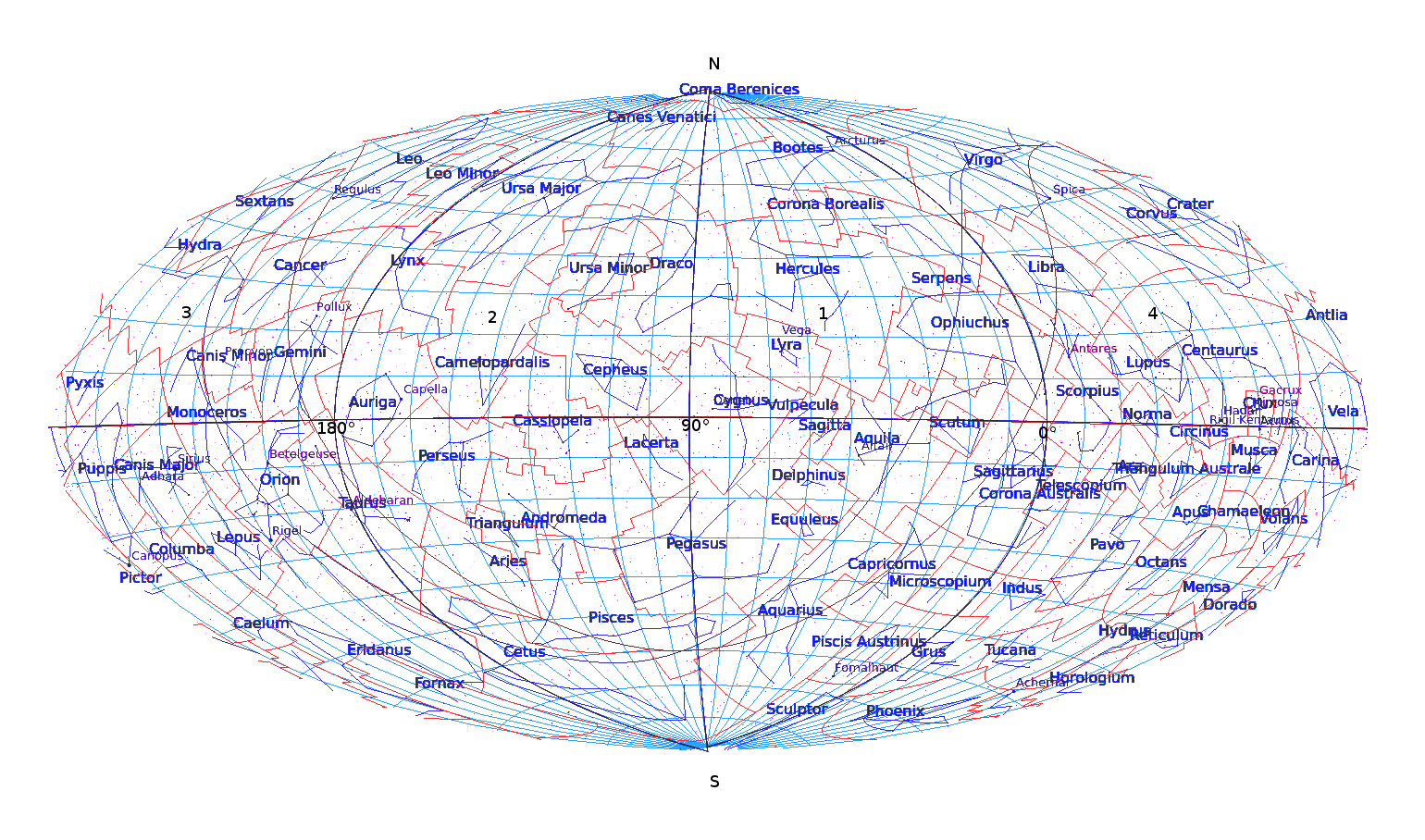
Costellazioni raggruppate in quadranti galattici (N/S, 1–4). Questa immagine raffigura una faccia concava cava

Costellazioni raggruppate in quadranti galattici (N/S, 1–4). Le loro divisioni approssimative rispetto ai quadranti celesti (NQ/SQ)

| Quad | N. | Costellazioni (Costellazioni zodiacali in grassetto) |
| ---- | -- | --- |
| NGQ1 | 7  | (Lyra, Hercules, Serpens, Corona Borealis, Ophiuchus, Cygnus, Boötes) |
| SGQ1 | 11 | (Sagittarius, Capricornus, Aquarius, Equuleus, Delphinus, Sagitta, Aquila, Vulpecula, Microscopium, Scutum, Piscis Austrinus)                                                                                    |
| NGQ2 | 8  | (Cepheus, Draco, Ursa Minor, Canes Venatici, Ursa Major, Lynx, Camelopardalis, Auriga) |
| SGQ2 | 10 | (Pisces, Aries, Taurus, Andromeda, Cassiopeia, Cetus, Perseus, Triangulum, Lacerta, Pegasus) |
| NGQ3 | 9  | (Gemini, Cancer, Leo, Canis Minor, Sextans, Hydra, Monoceros, Pyxis, Leo Minor) |
| SGQ3 | 9  | (Orion, Eridanus, Caelum, Lepus, Pictor, Columba, Canis Major, Puppis, Fornax) |
| NGQ4 | 12 | (Virgo, Libra, Scorpius, Coma Berenices, Corvus, Crater, Lupus, Centaurus, Norma, Crux, Antlia, Vela) |
| SGQ4 | 22 | (Circinus, Musca, Telescopium, Triangulum Australe, Apus, Chamaeleon, Corona Australis, Pavo, Indus, Grus, Octans, Sculptor, Phoenix, Reticulum, Dorado, Mensa, Tucana, Volans, Carina, Ara, Hydrus, Horologium) |

### Visibilità di ogni quadrante

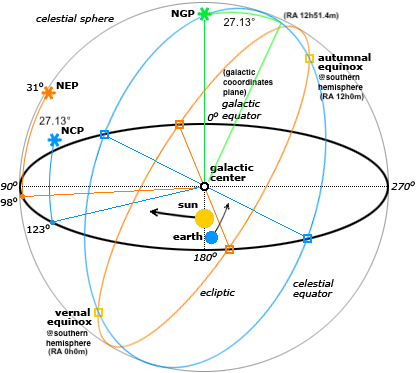
Orientamento dei sistemi di coordinate galattiche, eclittiche ed equatoriali, proiettati sulla sfera celeste.

A causa dell'orientamento della Terra rispetto al resto della galassia, il 2° quadrante galattico è principalmente visibile solo dall'emisfero settentrionale, mentre il 4° quadrante galattico è per lo più visibile solo dall'emisfero meridionale. Pertanto, è solitamente più pratico per gli astronomi amatoriali usare i quadranti celesti. Tuttavia, le organizzazioni astronomiche internazionali o che collaborano non sono così vincolate dall'orizzonte terrestre.
Sulla base di una vista dalla Terra, si può guardare verso le principali costellazioni per avere un'idea approssimativa di dove si trovano i confini dei quadranti. Tracciando una linea attraverso quanto segue, si può anche approssimare l'equatore galattico.
- 0° (centro galattico) è nella costellazione del Sagittario.
- 90° è nella costellazione del Cigno.
- 180° (anticentro galattico) è nella costellazione dell'Auriga.
- 270° è nella costellazione delle Vele.